# Yi Gang
Yi Gang (易纲S, Yì GāngP; Pechino, 5 marzo 1958) è un economista cinese, dal marzo 2018 Governatore della Banca Popolare Cinese dopo le dimissioni di Zhou Xiaochuan. È stato direttore dell'Amministrazione statale degli scambi esteri.

## Biografia
Yi Gang è nato a Pechino nel 1958. Ha studiato all'Università di Pechino, Hamline University, e ha conseguito il dottorato in economia presso l'Università dell'Illinois, con una tesi sui metodi di selezione dei modelli statistici.  È diventato professore associato presso l'Indiana University - Purdue University Indianapolis (IUPUI) e poi è entrato a far parte della facoltà dell'Università di Pechino come professore, vicedirettore del Center for Economics Research e Ph.D advisor in Economics. 
Entrato nella Banca popolare cinese nel 1997, successivamente ha ricoperto il ruolo di segretario generale aggiunto e segretario generale del Comitato per la politica monetaria, direttore generale del Dipartimento di politica monetaria, assistente del governatore e, dal settembre 2006 all'ottobre 2007, presidente dell'ufficio operazioni. Nel dicembre 2007 è stato nominato vice governatore della Banca Popolare Cinese.  Dal 2009 è stato direttore dell'Amministrazione statale degli affari esteri (SAFE)). Yi ha pubblicato più di 40 articoli in cinese e 20 articoli scientifici in inglese apparsi in varie riviste economiche.
Nell'ottobre 2016 Yi ha contribuito a rappresentare la Cina negli incontri semestrali del FMI e della Banca mondiale a Washington, anche in un panel con il governatore della Bank of England Mark Carney.  Gli incontri arrivarono mentre lo yuan veniva per la prima volta incluso nel paniere internazionale di valute del Fondo Monetario Internazionale, noto come diritti speciali di prelievo.  Le domande sui livelli del debito cinese, sulla produzione di acciaio e sulla produzione di alloggi sono state tra quelle affrontate nelle riunioni.
Nel marzo 2018 Yi, che ha la fama di essere un super-tecnico, è stato nominato Governatore della Banca Popolare Cinese.
Nel settembre 2019 Yi Gang ha ridimensionato le aspettative di ulteriori stimoli monetari, in controtendenza rispetto alle altre banche centrali.